# Bolívia a 2016. évi nyári olimpiai játékokon
Bolívia a brazíliai Rio de Janeiróban megrendezett 2016. évi nyári olimpiai játékok egyik részt vevő nemzete volt. Az országot 5 sportágban 12 sportoló képviselte, akik érmet nem szereztek. Ez a küldöttség 1992 után az ország történetének második legnagyobb delegációja volt.

## Atlétika
A bolíviai atléták a következő számokban szereztek kvótát atlétikában:
Férfi
| Versenyző               | Versenyszám     | Döntő   | Döntő    |
| Versenyző               | Versenyszám     | Idő     | Helyezés |
| ----------------------- | --------------- | ------- | -------- |
| Marco Antonio Rodríguez | 20 km gyaloglás | 1:25:11 | 45.      |
| Ronal Quispe            | 50 km gyaloglás | 4:02:00 | 30.      |

Női
| Versenyző        | Versenyszám     | Döntő   | Döntő    |
| Versenyző        | Versenyszám     | Idő     | Helyezés |
| ---------------- | --------------- | ------- | -------- |
| Rosmery Quispe   | Maraton         | 2:58:32 | 117.     |
| Ángela Castro    | 20 km gyaloglás | 1:32:54 | 18.      |
| Wendy Cornejo    | 20 km gyaloglás | 1:35:17 | 31.      |
| Stefany Coronado | 20 km gyaloglás | 1:37:56 | 43.      |

## Cselgáncs
Az egyetlen bolíviai cselgáncsozó, Martín Míchel az egyik pánamerikai kvótát kapta meg, ezzel 2004 óta először képviseltette magát Bolívia ebben a sportágban.
Férfi
| Versenyző     | Versenyszám | Selejtező                            | 32-es főtábla     | Nyolcaddöntő      | Negyeddöntő       | Elődöntő          | Vigaszág elődöntő | Bronz- mérkőzés   | Döntő             | Helyezés |
| Versenyző     | Versenyszám | Ellenfél Eredmény                    | Ellenfél Eredmény | Ellenfél Eredmény | Ellenfél Eredmény | Ellenfél Eredmény | Ellenfél Eredmény | Ellenfél Eredmény | Ellenfél Eredmény | Helyezés |
| ------------- | ----------- | ------------------------------------ | ----------------- | ----------------- | ----------------- | ----------------- | ----------------- | ----------------- | ----------------- | -------- |
| Martín Michel | Középsúly   | Asley González (CUB) · 000(0)–110(0) | kiesett           | kiesett           | kiesett           | kiesett           |                   |                   |                   | 33.      |

## Kerékpározás
Egyetlen bolíviai kerékpáros vehetett részt meghívással a riói kerékpárversenyek küzdelmein.

### Országúti kerékpározás
Férfi
| Versenyző   | Versenyszám   | Idő           | Helyezés      |
| ----------- | ------------- | ------------- | ------------- |
| Óscar Soliz | Mezőnyverseny | nem ért célba | nem ért célba |

## Sportlövészet
Két bolíviai sportlövő indult Rióban, egy férfi és egy nő.
Férfi
| Versenyző          | Versenyszám    | Selejtező | Selejtező | Döntő   | Döntő    |
| Versenyző          | Versenyszám    | Pont      | Helyezés  | Pont    | Helyezés |
| ------------------ | -------------- | --------- | --------- | ------- | -------- |
| Rudolf Knijnenburg | Szabadpisztoly | 522       | 41.       | kiesett | kiesett  |

Női
| Versenyző     | Versenyszám | Selejtező | Selejtező | Döntő   | Döntő    |
| Versenyző     | Versenyszám | Pont      | Helyezés  | Pont    | Helyezés |
| ------------- | ----------- | --------- | --------- | ------- | -------- |
| Carina García | Légpuska    | 405,6     | 44.       | kiesett | kiesett  |

## Úszás
Bolívia egy férfi és egy női úszóval képviseltethette magát a játékokon.
Férfi
| Versenyző                | Versenyszám | Előfutam | Előfutam | Előfutam | Elődöntő | Elődöntő | Elődöntő | Döntő   | Döntő    |
| Versenyző                | Versenyszám | Idő      | Hely.    | Össz.    | Idő      | Hely.    | Össz.    | Idő     | Helyezés |
| ------------------------ | ----------- | -------- | -------- | -------- | -------- | -------- | -------- | ------- | -------- |
| José Alberto Quintanilla | 50 m gyors  | 23,35    | 6.       | 46.      | kiesett  | kiesett  | kiesett  | kiesett | kiesett  |

Női
| Versenyző    | Versenyszám | Előfutam | Előfutam | Előfutam | Elődöntő | Elődöntő | Elődöntő | Döntő   | Döntő    |
| Versenyző    | Versenyszám | Idő      | Hely.    | Össz.    | Idő      | Hely.    | Össz.    | Idő     | Helyezés |
| ------------ | ----------- | -------- | -------- | -------- | -------- | -------- | -------- | ------- | -------- |
| Karen Torrez | 50 m gyors  | 26,12    | 7.       | 46.      | kiesett  | kiesett  | kiesett  | kiesett | kiesett  |